# Equação diferencial parcial

Uma visualização da solução da
equação do calor em duas dimensões, com a temperatura representada pela terceira dimensão.

Uma equação diferencial parcial ou equação de derivadas parciais (EDP) é uma equação envolvendo funções de várias variáveis independentes e dependente de suas derivadas. Estas equações surgem naturalmente em problemas de física matemática, física e engenharia. O estudo das equações diferenciais parciais é uma das áreas com mais intensa pesquisa em matemática, despertando interesse também em contextos de matemática pura.
EDPs descrevem fenômenos físicos cujo comportamento depende da posição, tais como eletrostática, eletrodinâmica, eletromagnetismo, dinâmica dos fluidos, difusão do calor, propagação de ondas. Muitas vezes, fenômenos físicos totalmente distintos podem ser modelados por EDPs idênticas.

## Exemplos
Um problema simples de EDP consiste em buscar uma solução suave {\displaystyle u(x,y):[0,1]\times [0,1]\rightarrow \mathbb {R} } satisfazendo:
{\displaystyle {\frac {\partial u}{\partial x}}=1{\hbox{ em }}(0,1)\times (0,1)}
{\displaystyle {\frac {\partial u}{\partial y}}=0{\hbox{ em }}(0,1)\times (0,1)}
{\displaystyle u(x,y)=1{\hbox{ em }}\{x=0\}\times [0,1]}
que admite solução {\displaystyle u(x,y)=x+1}

O próximo exemplo é um caso particular da equação do transporte:
{\displaystyle {\frac {\partial u}{\partial t}}+v(t){\frac {\partial u}{\partial x}}=0,t>0}
{\displaystyle u(x,t)=f(x),~t=0}
onde {\displaystyle f(x)} é uma função classe {\displaystyle C^{1}} e 
{\displaystyle v(t)} é uma função contínua dada e {\displaystyle u(x,t)} é a incógnita.
A solução desta equação é dada por:
{\displaystyle u(x,t)=f\left(x+\int _{0}^{t}v(\tau )d\tau \right),t>0}.

## Notação
Existem muitas maneiras de expressar as EDPs, não sendo raro a mesma notação ter significados diferentes para autores diferentes.
Notações bastante difundidas são para a derivada temporal são:
{\displaystyle {\frac {\partial u}{\partial t}}=\partial _{t}u=u_{t}=u'}.
Mais prolixas são as notações para as derivadas espaciais.
Se {\displaystyle u:\mathbb {R} ^{n}\to \mathbb {R} }, onde {\displaystyle \mathbf {x} =\left(x_{1},\ldots ,x_{n}\right)} então também são usadas as notações por operadores:
{\displaystyle \nabla u=\left({\frac {\partial u}{\partial x_{1}}},\ldots ,{\frac {\partial u}{\partial x_{n}}}\right)}: Gradiente
{\displaystyle \nabla ^{2}u=\triangle u=\sum _{i=1}^{n}{\frac {\partial ^{2}u}{\partial x_{i}^{2}}}}: Laplaciano
Assim, a equação {\displaystyle T_{t}+\mathbf {v} \cdot \left(\nabla T\right)=\triangle T}, onde 
{\displaystyle \mathbf {v} } é um campo de vetores dado em {\displaystyle \mathbf {R} ^{n}} significa:
{\displaystyle {\frac {\partial T}{\partial t}}+\sum _{i=1}^{n}v_{i}{\frac {\partial T}{\partial x_{i}}}=\sum _{i=1}^{n}{\frac {\partial ^{2}T}{\partial x_{i}^{2}}}}
Em problemas envolvendo fluxo de fluidos, é costume definir a derivada material:
{\displaystyle {\frac {Du}{Dt}}={\frac {\partial u}{\partial t}}+\mathbf {v} \cdot (\nabla u)} onde 
{\displaystyle \mathbf {v} } é campo de velocidades do fluido.

## Classificações

### Quanto à ordem
A ordem de uma equação diferencial parcial será dada pela ordem da mais alta derivada encontrada na equação:
{\displaystyle {\frac {\partial ^{2}u}{\partial x^{2}}}+5{\frac {\partial u}{\partial y}}+3u=0}
EDP de segunda ordem

### Quanto à linearidade
Uma EDP linear de 2ª ordem, com 2 variáveis independentes, tem a forma:
{\displaystyle a(x,y){\frac {\partial ^{2}u}{\partial x^{2}}}+2b(x,y){\frac {\partial ^{2}u}{\partial x\partial y}}+c(x,y){\frac {\partial ^{2}u}{\partial y^{2}}}+d(x,y){\frac {\partial u}{\partial x}}+e(x,y){\frac {\partial u}{\partial y}}+f(x,y)u=\delta (x,y).\quad \quad (1)}
Exemplos
{\displaystyle {\partial u \over \partial t}-a{\frac {\partial ^{2}u}{\partial x^{2}}}=0}
EDP linear (Equação da difusão linear)
{\displaystyle {\frac {\partial u}{\partial t}}+a{\frac {\partial u}{\partial x}}=0}
EDP linear (Equação da convecção linear)
{\displaystyle (1-u){\frac {\partial u}{\partial x}}+2u=e^{y}}
EDP não linear devido ao termo não linear (1-u) dependente de u
{\displaystyle {\frac {\partial u}{\partial x}}+\cos {u}=0}
EDP não linear devido à função não linear cos(u)

### Quanto à homogeneidade
Se na equação (1), {\displaystyle \delta (x,y)=0},  a EDP é homogênea.

## Classificação de EDPs de 2ª ordem
As equações diferenciais parciais (EDP) de 2ª ordem podem ser classificadas em três tipos: hiperbólicas, parabólicas e elípticas.
Se a solução de um problema for descrito pela variável u = u(x,y), a EDP que expressa a relação entre u e as variáveis independentes x e y pode ser escrita, genericamente, como:
{\displaystyle au_{xx}+2bu_{xy}+cu_{yy}+du_{x}+eu_{y}+fu=g}
na qual a, b, c, d, f e g são constantes ou funções das variáveis independentes x e y. Os coeficientes a, b e c são tais que:
{\displaystyle a^{2}+b^{2}+c^{2}\neq 0}.
Se os coeficientes a, b e c forem constantes, pode-se classificar as EDPs lineares de forma análoga às curvas cônicas tridimensionais, através das seguintes relações:
- EDPs hiperbólicas: {\displaystyle b^{2}-4ac>0}, raízes reais e distintas.
- EDPs parabólicas: {\displaystyle b^{2}-4ac=0}, raízes reais e idênticas.
- EDPs elípticas: {\displaystyle b^{2}-4ac<0}, raízes conjugadas complexas.

A classificação das EDPs nos três grupos representativos tem importância na sua análise teórica, na descrição de métodos numéricos e nas aplicações. A tabela a seguir mostra as principais EDP's de 2ª ordem e suas respectivas classificações:
| Nome               | Classificação | Equação                                               |
| ------------------ | ------------- | ----------------------------------------------------- |
| Equação de Laplace | elíptica      | {\displaystyle u_{xx}+u_{yy}+u_{zz}=0}                |
| Equação de Poisson | elíptica      | {\displaystyle u_{xx}+u_{yy}+u_{zz}=c}                |
| Equação de Fourier | parabólica    | {\displaystyle \alpha (u_{xx}+u_{yy}+u_{zz})-u_{t}=0} |
| Equação da onda    | hiperbólica   | {\displaystyle c^{2}(u_{xx}+u_{yy}+u_{zz})-u_{tt}=0}  |

## Equações da física

### Equação de Poisson
A equação de Poisson descreve o potencial elétrico em eletrostática. Também modela estados estacionários (sem variação no tempo) da equação do calor.
{\displaystyle \Delta u=f(x)}.

### Equação do calor
Se {\displaystyle T(t,x)} representa a temperatura num instante {\displaystyle t}, na posição {\displaystyle x} sobre uma barra, a equação de transferência de calor em uma dimensão é:
{\displaystyle {\partial T \over \partial t}=a{\partial ^{2}{T} \over \partial {x^{2}}}}
onde {\displaystyle a} é uma constante. A função {\displaystyle T} é a variável dependente, e {\displaystyle t} e {\displaystyle x} são as variáveis independentes.

### Equação da onda
Uma função de onda, em duas dimensões, é uma função {\displaystyle f(x,y,t)} solução da equação
{\displaystyle {\partial ^{2}{f} \over \partial {t^{2}}}=v^{2}{\Bigg (}{\partial ^{2}{f} \over \partial {x^{2}}}+{\partial ^{2}{f} \over \partial {y^{2}}}{\Bigg )}}
onde {\displaystyle v} é uma constante (velocidade de propagação). Neste caso, existem 3 variáveis independentes, nomeadamente, as duas coordenadas espaciais {\displaystyle x} e {\displaystyle y}, e o tempo {\displaystyle t}.

### Equação de Laplace
O potencial eletrostático {\displaystyle V(x,y,z)}, numa região onde não existam cargas, verifica a equação:
{\displaystyle {\partial ^{2}{V} \over \partial {x^{2}}}+{\partial ^{2}{V} \over \partial {y^{2}}}+{\partial ^{2}{V} \over \partial {z^{2}}}=0}.
Os exemplos anteriores correspondem todos a equações lineares, nas quais uma
combinação linear de soluções é também solução.

### Equação de Burgers
A equação de Burgers modela processos convectivos unidimensionais:
{\displaystyle u_{t}+{\frac {\partial }{\partial x}}\left(f(x)u\right)^{2}=f(x,t)}

## Resolução de equações simples
As equações de derivadas parciais em que aparece uma única derivada, podem ser
integradas facilmente. Consideremos, por exemplo, a equação
{\displaystyle {\frac {\partial ^{2}{v}}{\partial {x^{2}}}}=3y}
como a segunda derivada em ordem a {\displaystyle x} é igual à derivada da primeira derivada
parcial em ordem a {\displaystyle x}, portanto, a derivada parcial {\displaystyle \partial v/\partial x} será igual à primitiva de {\displaystyle 3y}, ao longo de um percurso com {\displaystyle y} constante
{\displaystyle {\begin{aligned}{\partial {v} \over \partial x}&=\int 3ydx\qquad (y\;{\text{constante}})\\&=3xy+f(y)\end{aligned}}}
onde {\displaystyle f(y)} pode ser qualquer função arbitrária que não dependa de
{\displaystyle x}. 
Integrando uma segunda vez, com {\displaystyle y} constante, obtemos a função {\displaystyle v(x,y)}
{\displaystyle v={\frac {3}{2}}yx^{2}+xf(y)+g(y)}.
Esta solução é bastante geral, pois depende de duas funções arbitrárias {\displaystyle f} e
{\displaystyle g}. Para obter uma solução única, será necessário saber algumas condições
fronteira. As condições fronteira são tão importantes quanto a equação
diferencial para determinar a forma da solução, já que com diferentes
condições fronteira é possível obter soluções muito diversas.

## Método datransformada de Laplace
As equações de derivadas parciais lineares com condições iniciais, podem ser
resolvidas por meio da transformada de Laplace. As condições iniciais (na
variável {\displaystyle t}) para uma equação de ordem {\displaystyle n} em {\displaystyle t}, consistem nos valores da função e das suas primeiras {\displaystyle n-1} derivadas no instante {\displaystyle t=0}. Se, por exemplo, a solução da equação for uma função de duas variáveis, {\displaystyle v(x,t)}, e a equação for de segunda ordem em {\displaystyle t}, as condições iniciais serão
{\displaystyle {\begin{aligned}v(x,0)&=&f(x)\\{\partial v \over \partial t}(x,0)&=&g(x)\end{aligned}}}
onde {\displaystyle f} e {\displaystyle g} são duas funções de {\displaystyle x} dadas. A transformada de Laplace de {\displaystyle v(x,t)} será uma função {\displaystyle {\overline {v}}(x,s)}, definida por meio do seguinte integral
{\displaystyle {\overline {v}}(x,s)=\int _{0}^{\infty }e^{-st}v(x,t)dx}.
As duas condições fronteira permitem calcular as transformadas das duas
primeiras derivadas, usando a propriedade da transformada da derivada; o
resultado obtido é
{\displaystyle {\begin{aligned}&{\mathcal {L}}{\Big \{}{\partial v \over \partial t}{\Big \}}=s{\overline {v}}(x,s)-f(x)\\&{\mathcal {L}}{\Big \{}{\partial ^{2}{v} \over \partial {t}}{\Big \}}=s^{2}{\overline {v}}(x,s)-sf(x)-g(x)\end{aligned}}}
Como {\displaystyle x} e {\displaystyle t} são variáveis independentes, e como a transformada de Laplace foi definida em ordem a {\displaystyle t}, as ordem entre as derivadas em {\displaystyle x} e
a transformada de Laplace são independentes; por exemplo,
{\displaystyle {\begin{aligned}&{\mathcal {L}}{\Big \{}{\partial v \over \partial x}{\Big \}}={\partial  \over \partial x}{\mathcal {L}}{\big \{}v(x,t){\big \}}={d{\overline {v}} \over dx}\\&{\mathcal {L}}{\Big \{}{\partial ^{2}{v} \over \partial x^{2}}{\Big \}}{\mathcal {L}}{\big \{}v(x,t){\big \}}={d{\overline {v}} \over dx}\end{aligned}}}

## Soluções analíticas[3]

### Separação de variáveis
Equações diferenciais parciais (EDP`s) podem ser reduzidas a sistemas de equações diferenciais pela importante técnica de separação de variáveis. Essa técnica se baseia em uma característica das soluções para equações diferenciais: se é possível encontrar qualquer solução que resolva a equação e satisfaz as condições de borda, então é a solução (isso também se aplica a equações ordinárias). Nós assumimos como hipótese que a dependência de uma solução nos parâmetros de espaço e tempo podem ser escritas como o produto de termos que dependem de apenas um único parâmetro, e ver se isso resolve o problema.
No método de separação de variáveis, é possível reduzir EDP para uma EDP de menos variáveis, na qual uma EDO possui apenas uma.
Isso é possível para EDP`s simples, que são chamadas de equações separáveis, e o domínio é geralmente um retângulo (como produto de intervalos).  Equações separáveis correspondem a matrizes diagonais - pensar que "o valor fixado para x" como uma coordenada, cada coordenada pode ser entendida separadamente.
Isso generaliza o método das características, e também usa transformadas integrais.

### Método das características
Em casos especiais, é possível descobrir curvas características nas quais a equação é reduzida para uma EDO, - mudando as coordenadas no domínio para estreitar as curvas permite uma separação de variáveis chamada de métodos das características.
Generalmente é possível encontrar superfícies características.

### Transformada Integral
Uma transformada integral pode transformar uma EQP em uma mais simples, em particular, uma EQP separável. Isso corresponde a diagonalizar o operador.
Um exemplo importante disso é a análise de Fourier, que diagonaliza a equação do calor usando autoespaços de ondas senoidais. 
Se o domínio é finito ou periódico, uma infinita soma de soluções como uma série de Fourier é apropriada, mas uma integral de soluções como a transformada de Fourier geralmente requer domínio infinito. 

### Mudança de variáveis
Geralmente uma EDP pode ser reduzida a uma forma mais simples de soluções conhecidas por uma mudança de variáveis adequada. Por exemplo, a EDP Black-Scholes
{\displaystyle {\partial V \over \partial t}+{1 \over 2}\sigma ^{2}S^{2}{\partial ^{2}V \over \partial S^{2}}+rS{\partial V \over \partial S}-rV=0}
é redutível à equação de calor
{\displaystyle {\partial u \over \partial \tau }={\partial ^{2}u \over \partial x^{2}}}
pela mudança de variáveis
{\displaystyle V(S,t)=Kv(x,\tau ),}
{\displaystyle x=ln({S \over K}),}
{\displaystyle \tau ={1 \over 2}\sigma ^{2}(T-t),}
{\displaystyle v(x,\tau )=exp(-\alpha x-\beta x)u(x,\tau ).}